# سينيستر غيتس
براين إلوين هانر ويُعرف فنيا باسم سينيستر غيتس. من مواليد 7  يوليو 1981 وهو عازف قيثار أمريكي معروف أفضل بعازف القيثار الرئيسي في فرقة الـ "heavy metal" الأمريكية. و عزف أيضا مع فرقة "Pinkly smooth"درس في ثانوية "Mayfair " في مدينة "Lakewood". لكنه نقل إلى ثانوية "Fountain Valley" في "Fountain Valley" وتخرج منها. كان أبوه عازف قيثار مشهور أيضا، لذلك نشأ في وسط موسيقي.

## روابط خارجية
سينيستر غيتس على موقع IMDb (الإنجليزية)
- سينيستر غيتس على موقع روتن توميتوز (الإنجليزية)
- سينيستر غيتس على موقع ميوزك برينز (الإنجليزية)
- سينيستر غيتس على موقع إن إن دي بي (الإنجليزية)
- سينيستر غيتس على موقع أول ميوزيك (الإنجليزية)
- سينيستر غيتس على موقع ديسكوغز (الإنجليزية)
- سينيستر غيتس على موقع ديسكوغز (الإنجليزية)
- سينيستر غيتس على موقع قاعدة بيانات الفيلم (الإنجليزية)